# Milaan-San Remo 1913
Milaan-San Remo 1913 is een wielerwedstrijd die op 30 maart 1913 werd gehouden in Italië. Het parcours was 289,7 km lang.
Voor de tweede maal won een Belg deze klassieker. Odiel Defraye won, waarbij hij in een sprint landgenoot Louis Mottiat aan de aankomst vloerde. Ze waren weggevlucht en eindigden met ruim 4 minuten voorsprong op Ezio Corlaita, Angelo Gremo en Alfonso Calzolari.

## Deelnemende ploegen
| Deelnemende teams | Deelnemende teams | Deelnemende teams |
| ----------------- | ----------------- | ----------------- |
| Alcyon-Soly       | Stucchi           | Peugeot-Wolber    |
| Ganna             | Maino             | Goericke          |
| Senior            | Legnano           | Gerbi-Dunlop      |
| Globo-Dunlop      |                   |                   |

## Uitslag
| Plaats  | Naam                 | Ploeg          | Tijd     |
| ------- | -------------------- | -------------- | -------- |
| Winnaar | Odiel Defraeye       | Alcyon-Soly    | 9u44'30" |
| 2       | Louis Mottiat        | Alcyon-Soly    | z.t.     |
| 3       | Ezio Corlaita        | Stucchi        | +4'08"   |
| 4       | Angelo Gremo         | Peugeot-Wolber | z.t.     |
| 5       | Alfonso Calzolari    | Stucchi        | z.t.     |
| 6       | Jean Alavoine        | Peugeot-Wolber | +17'00"  |
| 7       | Camillo Bertarelli   | Ganna          | +17'04"  |
| 8       | Angelo Erba          | Ganna          | +17'24"  |
| 9       | Gustave Garrigou     | Alcyon-Soly    | +20'55"  |
| 10      | André Blaise         | Alcyon-Soly    | z.t.     |
| 11      | Lauro Bordin         | Maino          | +21'54"  |
| 12      | Jules Messelis       | Alcyon-Soly    | +23'48"  |
| 13      | Giovanni Barzisa     | Goericke       | z.t.     |
| 14      | Emilio Chironi       | Stucchi        | +30'28"  |
| 15      | Antonio De Francesco | Ganna          | z.t.     |
| 16      | Lorenzo Saccone      | Senior         | +31'50"  |
| 17      | Giuseppe Pifferi     | Peugeot-Wolber | +35'02"  |
| 18      | Clemente Canepari    | Legnano        | z.t.     |
| 19      | Giovanni Bassi       | Stucchi        | +36'11"  |
| 20      | Luigi Ganna          | Ganna          | +39'00"  |

1907 · 1908 · 1909 · 1910 · 1911 · 1912 · 1913 · 1914 · 1915 · 1916 · 1917 · 1918 · 1919 · 1920 · 1921 · 1922 · 1923 · 1924 · 1925 · 1926 · 1927 · 1928 · 1929 · 1930 · 1931 · 1932 · 1933 · 1934 · 1935 · 1936 · 1937 · 1938 · 1939 · 1940 · 1941 · 1942 · 1943 · 1944 · 1945 · 1946 · 1947 · 1948 · 1949 · 1950 · 1951 · 1952 · 1953 · 1954 · 1955 · 1956 · 1957 · 1958 · 1959 · 1960 · 1961 · 1962 · 1963 · 1964 · 1965 · 1966 · 1967 · 1968 · 1969 · 1970 · 1971 · 1972 · 1973 · 1974 · 1975 · 1976 · 1977 · 1978 · 1979 · 1980 · 1981 · 1982 · 1983 · 1984 · 1985 · 1986 · 1987 · 1988 · 1989 · 1990 · 1991 · 1992 · 1993 · 1994 · 1995 · 1996 · 1997 · 1998 · 1999 · 2000 · 2001 · 2002 · 2003 · 2004 · 2005 · 2006 · 2007 · 2008 · 2009 · 2010 · 2011 · 2012 · 2013 · 2014 · 2015 · 2016 · 2017 · 2018 · 2019 · 2020 · 2021 · 2022 · 2023 · 2024 · 2025
Lijst van beklimmingen